# Carbon Accounting
Carbon Accounting (Kohlenstoffbuchführung) bezeichnet das systematische Erfassen, monetäre und nicht-monetäre Bewerten sowie das Monitoring der direkten und indirekten Emissionen von CO2 und anderen Treibhausgasen. Zwecks Erstellung einer Treibhausgasbilanz kann dies auf Produkt- oder Projektebene, auf Unternehmensebene oder auf staatlicher Ebene erfolgen. 
Eine Kohlenstoffbilanz dient sowohl der Offenlegung im Rahmen des externen Berichtswesens als auch intern als Grundlage für das Emissionsmanagement. Carbon Accounting lässt sich somit als Teildisziplin des Rechnungswesens ansehen. Gleichzeitig ist Carbon Accounting Teil des Umwelt- oder Nachhaltigkeitsmanagements.

## Hintergrund
Sowohl Gesetzgeber als auch Kunden, Investoren und Nichtregierungsorganisationen können Unternehmen dazu veranlassen, ein Carbon Accounting-System aufzubauen. Die Bilanzierung von Treibhausgasen unterliegt bislang nur wenigen rechtlichen Vorschriften. In Europa müssen am EU-Emissionshandel teilnehmende Branchen ihre Emissionen, die als Teil der Leistungserstellung anfallen (Scope 1-Emissionen), erfassen und berichten. In Deutschland fallen die betreffenden Anlagen unter das Treibhausgas-Emissionshandelsgesetz. Manche Kunden legen Wert auf emissionsarme oder -neutrale Produkte, hier bietet sich Unternehmen ein Marktpotential und Imagegewinn. Aus Kreisen von Investoren gibt es zunehmend Druck, Transparenz über unternehmerische Klimarisiken und, damit einhergehend, auch über Emissionen zu schaffen. Einige langfristig bzw. an Nachhaltigkeitskriterien orientierte Investoren bevorzugen Unternehmen mit niedrigem CO2-Fußabdruck (→ Divestment). Intransparenz oder ein hohes Emissionsniveau können dazu führen, dass ein Unternehmen zur Zielscheibe von Nichtregierungsorganisationen wird.

## Erfassung von Emissionen
Zum Carbon Accounting im Unternehmen gehören das Erfassen von Emissionen, sei es direkt durch Messungen oder indirekt durch Berechnung aus anderen Größen wie Verbrauchsmengen, und die Zuordnung zu Organisationseinheiten, Prozessen, Produkten oder Dienstleistungen. Carbon Accounting-Systeme können Emissionen in unterschiedlicher Tiefe einbeziehen:
- Etabliert ist die Differenzierung der einbezogenen Emissionsquellen nach den drei Scopes des GHG Protocol:
  - Scope 1-Emissionen stammen aus Emissionsquellen innerhalb der betrachteten Systemgrenzen, etwa unternehmenseigenen Kraftwerken oder Fahrzeugflotten,
  - Scope 2-Emissionen entstehen bei der Erzeugung von Energie, die von außerhalb bezogen wird, dies sind vor allem Strom und Wärme aus Energiedienstleistungen,
  - Scope 3-Emissionen sind sämtliche übrigen Emissionen, die durch die Unternehmenstätigkeit verursacht werden, jedoch nicht unter der Kontrolle des Unternehmens stehen, zum Beispiel bei Zulieferern, Dienstleistern, Mitarbeitern oder Endverbrauchern.[6]

- Neben CO2 können weitere Treibhausgase wie CH4 (Methan), N2O (Lachgas) oder Fluorkohlenwasserstoffe erfasst werden.
- Die Ermittlung bzw. Zuordnung der Emissionen kann für verschiedene Bilanzierungsobjekte erfolgen, zum Beispiel das gesamte Unternehmen oder Unternehmensteile, Produkte, Prozesse oder Mitarbeiter.
- Wenn Emissionen produktbezogen ermittelt werden, können verschiedene Stufen im Produktleben eingeschlossen werden. Dazu gehören meist Produktion und Vertrieb (Cradle to Gate), seltener auch Nutzung bzw. Verbrauch (Cradle to Grave) oder die Nachnutzung bzw. Entsorgung oder Wiederverwertung (Cradle to Cradle).
- Für Scope 3-Emissionen ist zu klären, welche vorgelagerten Lieferketten wie weit betrachtet werden.[7] Beim GHG-Protokoll werden auch nachgelagerte Lieferketten bis zum Endverbraucher in ein Carbon Accounting einbezogen, zum Beispiel der Ausstoß der von Automobilherstellern verkauften Kraftfahrzeuge.[8]

Ein Carbon Accounting-System kann die Verantwortlichkeiten für die Erfassung und Lieferung von Daten, zum Beispiel über Energieverbräuche, definieren, Plausibilitäts- und Vollständigkeitsprüfungen vorsehen, Kennzahlen und Verfahren zu deren Berechnung oder Schätzung festlegen.

## Verwendung der Daten
Im Unternehmenskontext wird Carbon Controlling als Teil oder Ergänzung des Carbon Accounting verstanden. Die Wirtschaftswissenschaftlerinnen Kristin Stechemesser und Edeltraud Günther fassen unter den Begriff Carbon Controlling ein Carbon Accounting, das die erfassten und bewerteten Treibhausgasemissionen zur Steuerung und Regelung verwendet.
Die Offenlegung der Treibhausgasbilanzen von Unternehmen (auch Carbon Disclosure) erfolgt häufig als Teil eines Nachhaltigkeitsberichtes oder eines Berichtes zur Unternehmensverantwortung. In einigen Unternehmen werden die CO2-Emissionen auch im Rahmen des Geschäftsberichtes aufgeführt. Eine systematische Abfrage von Treibhausgasbilanzen großer Unternehmen betreibt z. B. das Carbon Disclosure Project.

## Standards
Verschiedene Standards haben sich im Unternehmensbereich etabliert. Die Empfehlungen des Greenhouse Gas Protocol Corporate Standard (GHG Protocol) von WRI und WBCSD dienen als praktische Leitfäden für Unternehmen. Die Normierungsinstitutionen ISO und DIN haben die Umweltmanagementnorm ISO 14064 veröffentlicht, die auf dem GHG Protocol aufbaut. Speziell die Kombination aus den inhaltlichen Kategorien des GHG Protocol und den prozessualen Standards der ISO-Norm hat dabei eine hohe Bedeutung für das Carbon Accounting im Unternehmenskontext gewonnen. Das GHG Protocol orientiert sich an den Grundprinzipien der Relevanz, Vollständigkeit, Konsistenz, Transparenz und Genauigkeit und lehnt sich dabei an Prinzipien finanzieller Rechnungslegung an. Weiterhin definiert es Regeln zur organisationalen und operativen Abgrenzung einer Treibhausgasbilanz.